# Смородинка (Свердловская область)
Смородинка — деревня в Пышминском городском округе Свердловской области России.

## Географическое положение
Деревня расположена в 27 километрах (по автотрассе в 41 километрах) к югу от посёлка Пышма, в лесной местности, вблизи истока реки Речелга (правый приток реки Пышма).

## История
В 1964 году Указом Президиума ВС РСФСР деревня Смолокуровка переименована в Смородинка.

## Население
| 2002 | 2010 | 2021 |
| ---- | ---- | ---- |
| 9    | →9   | ↘7   |